# پاتریس نویو
پاتریس نویو (انگلیسی: Patrice Neveu؛ زادهٔ ۲۹ مارس ۱۹۵۴) بازیکن فوتبال اهل فرانسه است.